# Trousers
Trousers é um filme mudo britânico de 1920, do gênero romance, dirigido por Bertram Phillips e estrelado por Queenie Thomas, Jack Leigh e Fred Morgan. Uma mulher que se veste como um homem se apaixona.

## Elenco
- Queenie Thomas - Trousers
- Jack Leigh - Martin Chester
- Fred Morgan - Professor Dewbiggin
- Bernard Vaughan - Peter Salt
- Barbara Leigh - Trousers como uma criança
- Elizabeth Herbert